# محركات لايكومينغ
محركات لايكومينغ  (بالإنجليزية: Lycoming Engines)‏ هي الشركة الرئيسية لإنتاج محركات الطائرات المدنية في الولايات المتحدة. تأسست في 1845. ويقع مقرها في ويليامسبورت، بنسلفانيا. تنتج يكومينغ خط من المحركات الأفقية العكسية، والمبردة بالهواء، والتي تشتمل على محركات ذات أربع أسطوانات وست أسطوانات وثماني أسطوانات. وهذه المحركات متاحة في السوق للطائرات المعتمدة من قبل إدارة الطيران الفيدرالية بما في ذلك محركات المكبس لطائرات البهلوانية والهليكوبتر. وقد بنت الشركة أكثر من 325,000 محرك طائرة مكبسي وتزود أكثر من نصف أسطول العالم في مجال الطيران العام، سواء كانت الطائرة ذات مرواح دوارة أو أجنحة الثابتة. والشركة هي حاليا جزء من شركة تكسترون.

## وصلات خارجية
- الموقع الإلكتروني